# 米哈埃拉·坎贝伊
米哈埃拉·瓦伦丁娜·坎贝伊（羅馬尼亞語：Mihaela Valentina Cambei，2002年11月18日—），罗马尼亚女子举重运动员，2018年夏季青年奥运会女子48公斤级铜牌得主、2021年欧洲举重锦标赛女子49公斤级铜牌得主、2023年欧洲举重锦标赛女子49公斤级金牌得主。2024年夏季奧林匹克運動會女子49公斤級舉重比賽銀牌得主。